# Valcivières
Valcivières är en kommun i departementet Puy-de-Dôme i regionen Auvergne-Rhône-Alpes i centrala Frankrike. Kommunen ligger i kantonen Ambert, som tillhör arrondissementet Ambert. År 2022 hade Valcivières 229 invånare.

## Befolkningsutveckling
Antalet invånare i kommunen Valcivières
| Referens: INSEE |